# 5 O’Clock
5 O’Clock ist ein Lied von T-Pain, Wiz Khalifa und Lily Allen. Das Stück wurde von T-Pain, Lily Allen, Wiz Khalifa, Gary Barlow, Mark Owen, Jason Orange, Howard Donald und Greg Kurstin geschrieben und ist eine Singleauskopplung aus T-Pains viertem Studioalbum Revolver.
Als Sample wurde der Song Who’d Have Known von Lily Allen aus dem Jahr 2009 verwendet. Dabei wurden die ersten acht Zeilen des Stücks in T-Pains Version als Refrain benutzt.

## Veröffentlichung
Der Titel erschien am 27. September 2011 in den Vereinigten Staaten im iTunes-Store. 5 O’Clock ist die letzte Single von T-Pain, die bei Jive Records veröffentlicht wurde.
Das Musikvideo wurde zum größten Teil in De Wallen, Amsterdam gedreht. Allen ließ sich für das Video von einer Doppelgängerin ersetzen, da sie zum Drehzeitpunkt schwanger war.

## Kommerzieller Erfolg

### Chartplatzierungen
In Großbritannien wurde das Stück am 4. Dezember 2011 veröffentlicht. 5 O’Clock debütierte in den Billboard Hot 100 auf Platz 69 und stieg bis Platz 11.
| ChartsChartplatzierungen       | Höchstplatzierung | Wochen |
| ------------------------------ | ----------------- | ------ |
| Deutschland (GfK)              | 91 (1 Wo.)        | 1      |
| Schweiz (IFPI)                 | 47 (7 Wo.)        | 7      |
| Vereinigte Staaten (Billboard) | 10 (20 Wo.)       | 20     |
| Vereinigtes Königreich (OCC)   | 6 (7 Wo.)         | 7      |

| ChartsJahrescharts (2011)      | Platzierung |
| ------------------------------ | ----------- |
| Vereinigte Staaten (Billboard) | 86          |

### Auszeichnungen für Musikverkäufe
| Land/Region                  | Auszeichnungen für Musikverkäufe (Land/Region, Auszeichnung, Verkäufe) | Verkäufe |
| ---------------------------- | ---------------------------------------------------------------------- | -------- |
| Australien (ARIA)            | Gold                                                                   | 35.000   |
| Kanada (MC)                  | Platin                                                                 | 80.000   |
| Vereinigtes Königreich (BPI) | Silber                                                                 | 200.000  |
| Insgesamt                    | 1× Silber · 1× Gold · 1× Platin ·                                      | 315.000  |

Hauptartikel: Wiz Khalifa/Auszeichnungen für Musikverkäufe